# ابن خلف المرادي
علي بن خلف المرادي عالم ومهندس أندلسي ومؤلف المخطوطة العلمية «كتاب الأسرار في نتائج الأفكار». الذي اكتشف في مكتبة «لورنسيين» بفلورنسا. احتوت المخطوطة على معلومات عن تصاميم العديد من الساعات المعقدة والأجهزة المبتكرة، كما احتوت على أجزاء هامة عن الطواحين والمكابس المائية، وشرح (31) نوع من الآلات الميكانيكية وساعة شمسية متطورة جدًا. ومن أمثلة التقنيات المتقدمة التي صورها كتاب المرادى «منصة آلية» في جامع قرطبة الكبير تنفتح من تلقاء نفسها وتتيح تناول نسخة من القرآن وقراءتها دون أن تمسها الأيدى، وهذه المنصة موضوعة على رف متحرك بواسطة سيور وآليات خافية عن الأنظار. وفي موضع آخر يقدم المرادى شرحاً وافياً لتقنية أخرى متقدمة في قصر جبل طارق، يتم فيها تحريك جدران مقصورة الخليفة آلياً عن طريق تجهيز قاعة محركات إلى جانبها.
في عام 2008، نشر معهد الدراسات الإيطالي "Leonardo3" كتاب المرادي مترجمًا إلى الإنجليزية والإيطالية والفرنسية والعربية، إضافة إلى نسخة إليكترونية. وقد نقل ألفونسو العاشر تصميمات المرادي والزرقالي في كتابه "Libros del Saber" عام 1227.